# Rhodophoneus cruentus
Rhodophoneus cruentus е вид птица от семейство Malaconotidae.

## Разпространение
Видът е разпространен в Джибути, Египет, Еритрея, Етиопия, Кения, Сомалия, Судан, Танзания и Южен Судан.